# بيل ماسون
بيل ماسون (بالإنجليزية: Bill Mason)‏ (31 أكتوبر 1908 في المملكة المتحدة - 1 يناير 1995) هو لاعب كرة قدم بريطاني (وحمل سابقاً جنسية المملكة المتحدة لبريطانيا العظمى وأيرلندا) في مركز حراسة المرمى. لعب مع نادي ويمبلدون.